# Сітников Андрій Анатолійович
Сітников Андрій Анатолійович (за іншими даними Ситников; 5 березня 1971; Первомайський — 9 січня 2005; Ес-Сувейра, Ірак) — український військовослужбовець, миротворець, командир інженерно-саперного відділення інженерно-саперного взводу 72-го окремого механізованого батальйону.

## Біографія
Народився 5 березня 1971 року на Харківщині.
У 2005 році брав участь у миротворчій місії в Іраку у складі 7 ОМБр, був командиром інженерно-саперного відділення інженерно-саперного взводу 72-го окремого механізованого батальйону.
9 січня 2005 року неподалік міста Ес-Сувейра сили іракської поліції провели операцію з викриття схованки та вилучення великої кількості боєприпасів. Для їх знешкодження було викликано окремий спеціальний саперний загін Республіки Казахстан. Для забезпечення роботи казахських саперів та надання їм необхідної допомоги на місце виїхала група українських миротворців зі складу 72-го окремого механізованого батальйону. Боєприпаси, серед яких було 35 авіаційних бомб, були перевезені на трьох машинах на спеціально визначене місце для знешкодження. Згодом пролунав потужний вибух, в результаті якого загинуло 7 українських військовослужбовців, у тому числі старший сержант Андрій Сітников. Вибух був спланований та введений в дію стороннім електронним пристроєм.
Сім'я загиблого миротворця отримала грошову компенсацію в розмірі $105 тисяч.

### Вшанування пам'яті
10 січня 2006 року у місті Житомир було відкрито пам'ятник українським миротворцям, які загинули неподалік іракського міста Ес-Сувейра під час виконання миротворчої місії в Республіці Ірак. Серед імен на пам'ятнику значиться і Андрій Сітников.
У Первомайському на перехресті вулиць імені В. Кондратьєва і Маршала Гречки встановлена меморіальна дошка, присвячена миротворцю.

## Нагороди
- орден «За мужність» І ступеня (12 січня 2005) — за мужність і відвагу, виявлені при виконанні миротворчих завдань у Республіці Ірак[7]